# Phlepsobahita irrorata
Phlepsobahita irrorata är en insektsart som beskrevs av Rauno E. Linnavuori 1959. Phlepsobahita irrorata ingår i släktet Phlepsobahita och familjen dvärgstritar. Inga underarter finns listade i Catalogue of Life.